# Скипева къща („Архиеревс Мелетиос“ № 65)
Скипевата къща (на гръцки: Οικία Σκίππη) е къща в град Воден, Гърция.
Къщата е разположена в традиционния квартал Вароша на улица „Архиеревс Мелетиос“ № 65. Изградена е в XIX век. Собственост е на Д. Скипис.
В 1988 година като пример за традиционната градска архитектура на XIX век е обявена за паметник на културата.